# Гуменюк Любов Максимівна
Любо́в Макси́мівна Гуменю́к (нар. 14 квітня 1933, м. Новий Вишневець, Збаразький район, Тернопільська область) — українська радянська діячка, вчителька, директор Копичинської середньої школи № 2 Гусятинського району Тернопільської області. Депутат Верховної Ради УРСР 10-го скликання.

## Біографія
Народилася в робітничій родині. У 1951 році закінчила Лановецьку середню школу, поступила на фізико-математичний факультет Кременецького педагогічного інституту, який закінчила в 1955 році і була призначена (разом із чоловіком Гуменюком Всеволодем Марковичем) на посаду вчителя математики та фізики Копичинської середньої школи робітничої молоді.
Із 1956 року — інспектор Копичинського районного відділу народної освіти, згодом — учитель фізики Копичинської середньої школи робітничої молоді.
Член КПРС з 1968 року.
У 1968 році призначена директором Копичинської середньої школи робітничої молоді, через рік (1969 р.) — директором восьмирічної школи, у 1974 році — директором Копичинської середньої школи № 2 Гусятинського району Тернопільської області.
У 1978 році на базі шкільного музею Бойової і Трудової Слави був проведений Республіканський семінар завідувачів кабінетів з виховної роботи обласних інститутів удосконалення вчителів та інспекторів обласних відділів освіти з виховної роботи. Працюючи над проблемою «Шляхи поліпшення контролю і керівництва за навчально-виховним процесом», Любов Гуменюк читала лекції на курсах підвищення кваліфікації керівників шкіл, а відповідні семінарські заняття проводились у школі.
З 1991 року — на пенсії.
За сумлінну працю на педагогічній ниві нагороджена орденом Трудового Червоного Прапора, Грамотою та Почесною грамотою Верховної Ради Української РСР, їй присвоєно звання «Відмінник народної освіти» та Почесне звання «Заслужений учитель Української PCP».
Неодноразово обиралася депутатом Копичинської міської (1963—1990 pp.), Тернопільської обласної (1965—1980 pp.) рад та Верховної Ради Української PCP 10-го скликання (1980—1985 pp.).